# Pogonatum norrisii
Pogonatum norrisii là một loài rêu trong họ Polytrichaceae. Loài này được Hyvönen mô tả khoa học đầu tiên năm 1989.